# Jack V. Mackmull

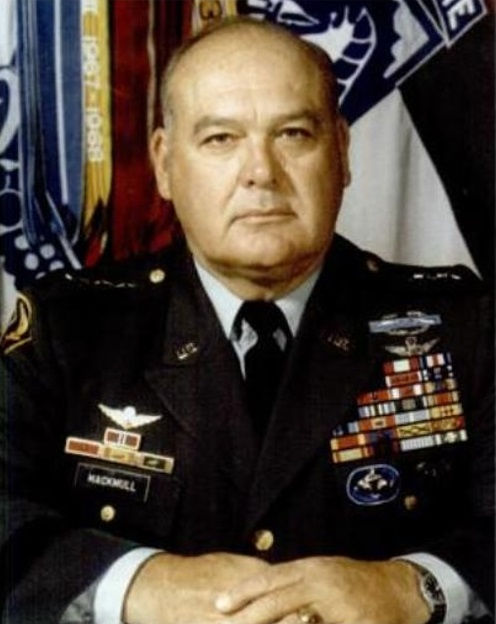
Jack V. Mackmull (1981)

Jack Vincent Mackmull (* 1. Dezember 1927 in Dayton, Montgomery County, Ohio; † 3. April 2011 in Melbourne, Brevard County, Florida) war ein Generalleutnant der United States Army.
Jack Mackmull war der Sohn von Milford F. Mackmull (1906–1976) und dessen Frau Olivia A. Mast (1908–2005). Er besuchte die öffentlichen Schulen seiner Heimat. In den Jahren 1946 bis 1950 durchlief er die United States Military Academy in West Point. Nach seiner Graduation wurde er als Leutnant der Infanterie zugeteilt. In der Armee durchlief er anschließend alle Offiziersränge vom Leutnant bis zum Drei-Sterne-General.
In seinen jüngeren Jahren absolvierte er den für Offiziere in den niederen Rangstufen üblichen Dienst in verschiedenen Einheiten und Standorten. Im weiteren Verlauf seiner Laufbahn kommandierte er Einheiten auf fast allen militärischen Ebenen. Zwischenzeitlich wurde er auch als Stabsoffizier eingesetzt. Er war unter anderem in Alaska, in Fort Bragg und in Südkorea stationiert. Zwischenzeitlich absolvierte er eine Flieger- und Fallschirmspringerschule. Im Jahr 1960 absolvierte er das Command and General Staff College in Fort Leavenworth in Kansas. Anschließend gehörte er für einige Zeit dem Lehrkörper dieser Schule an.
Im weiteren Verlauf seiner Karriere wurde er drei Mal im Vietnamkrieg eingesetzt. Im Jahr 1964 kommandierte er dort unter anderem ein Heeresfliegerbataillon. Während seines zweiten Einsatzes in Vietnam in den Jahren 1967 und 1968 hatte er das Kommando über die 164. Aviation Group. Im Jahr 1972 kehrte er erneut nach Vietnam zurück, wo er die 1st Aviation Brigade (1. Fliegerbrigade) kommandierte. Dabei koordinierte er vor allem den Rückzug der amerikanischen Lufteinheiten.
Später wurde Jack Mackmull Stabsoffizier und stellvertretender Kommandeur des United States Army Aviation and Missile Command, das damals den Namen U.S. Army Aviation Systems Command (AVSCOM) trug. Dabei war er am Ausbau des Hubschrauberprogramms der Armee beteiligt. Von 1977 bis 1980 kommandierte Mackmull das United States Army John F. Kennedy Special Warfare Center. Von Juni 1980 bis August 1981 hatte er das Kommando über die 101. Luftlandedivision. Nach einer kurzen Zeit als Stabsoffizier übernahm er das Kommando über das XVIII. Luftlandekorps, das er bis zu seinem Eintritt in den Ruhestand im Sommer 1983 innehatte.
Jack Mackmull verbrachte die ersten zehn Jahre nach seiner Militärzeit in Charleston in South Carolina. Dann zog er nach Melbourne in Florida. Er war unter anderem als militärischer Berater tätig und engagierte sich im kommunalen und politischen Leben seines jeweiligen Wohnsitzes. So gehörte er in Melbourne dem dortigen Finanzausschuss an. Er starb am 3. April 2011 und wurde auf dem Friedhof der Militärakademie in West Point beigesetzt.

## Orden und Auszeichnungen
Jack Mackmull erhielt im Lauf seiner militärischen Laufbahn unter anderem folgende Auszeichnungen:
- Army Distinguished Service Medal
- Silver Star
- Legion of Merit
- Distinguished Flying Cross